# Paul Nyberg
Paul Bernhard Nyberg, född 4 januari 1889 i Borgå, död 28 december 1968 i Helsingfors, var en finländsk bibliotekarie och skriftställare. Han var bror till Mikael och Bertel Nyberg. 
Nyberg blev filosofie kandidat 1917, filosofie magister 1919, filosofie licentiat 1931 och filosofie doktor 1932. Han var 1911–1957 anställd vid Helsingfors universitetsbibliotek, från 1954 som tillförordnad överbibliotekarie. En stor del av hans litterära produktion rörde morfadern, Zacharias Topelius, vars dagböcker, självbiografiska anteckningar och korrespondens han redigerade och utgav jämte en bildkrönika om skalden (1938) och dennes biografi (1949). Släktkrönikan Från barock till nyrokoko utkom 1962 och en biografi över Eric von Rettig 1964. Bland Nybergs övriga arbeten märks Herrar och herrgårdar (1941), som skildrar människoöden ur hans släkts historia, och Sibbo sockens historia (två band, 1931–1950). Han tilldelades professors titel 1957.